# 小行星1556
小行星1556（1556 Wingolfia）是一颗围绕太阳公转的小行星。1942年1月14日，卡爾·威廉·萊茵姆特在海德堡发现了此天体。
該小行星以海德堡大學的溫戈爾夫兄弟會（Wingolf）命名。
这颗小行星的绝对星等为269.900301796313等。